# منتخب تايلاند تحت 20 سنة لكرة الصالات
منتخب تايلاند تحت 20 سنة لكرة الصالات هو ممثل تايلاند الرسمي في المنافسات الدولية في كرة الصالات تحت 20 سنة
.